# Ади, Эндре
Э́ндре А́ди (венг. Ady Endre; 22 ноября 1877[…], Ady Endre, Szilágy County — 27 января 1919[…], Будапешт) — венгерский поэт, публицист и общественный деятель, представлявший радикальную революционную демократию.

## Биография и творчество
Родился в деревне Эрминдсент (ныне находится в румынском жудеце Сату-Маре и переименована в честь поэта). Отец Эндре Ади — обедневший трансильванский дворянин Лёринц Ади (Ady Lőrinc) — был мелким землевладельцем, мать, Мария Пастор (Pásztor Mária), происходила из семьи протестантского проповедника.
Ади родился шестипалым — на одной руке у него было шесть пальцев. Лишний палец младенцу удалили, но Ади позже истолковывал этот факт как знак своей избранности.
Образование Ади получал сначала в реформатской школе, которую окончил с отличием, имея только две оценки «хорошо» (по математике и древнегреческому языку), а затем — на юридическом факультете Дебреценского университета. С 1899 года работал журналистом в местной газете Debreceni Hírlap до своего переезда в Орадеа (венг. Nagyvárad, рум. Oradea).
Первый сборник Эндре Ади — «Стихи» (1899) — продемонстрировал литературные возможности поэта. В дальнейшем именно благодаря ему венгерская литература пережила тематическое и лексическое обновление.
Гражданская лирика Ади начинает выходить на передний план в сборнике «Ещё раз» (1903) — протест против гнетущей буржуазной действительности. Вместе с тем, в этот сборник вошла масса пронзительных лирических стихов, посвящённых музе Ади — замужней аристократке Адель Диошинэ-Брюлл, которую поэт в своих стихах называл Ледой.
Ади приветствовал революционные события 1905—1907 годов, посвятив Декабрьскому вооружённому восстанию 1905 года в Москве статью «Землетрясение» (1906).
Мощное развитие венгерского национального самосознания, поиск путей и обеспокоенность судьбами венгерского народа накануне Первой мировой войны нашли своё отражение в лирике Ади, посвящённой призывам к революции в Венгрии (сборник «На колеснице Ильи-пророка», 1908; стихотворение «Несёмся в революцию», 1913).
В 1912 году роман Ади и Леды закончился. В 1914 году Ади заключил брак с Бертой Бонцой, не получив разрешения от отца невесты, трансильванского землевладельца Миклоша Бонцы. Как и Адель-Леде, супруге поэт тоже дал вымышленное «имя» — он называл Берту «Чинска»; под этим именем она и посвящённые ей стихи вошли в историю венгерской литературы. Брак с Чинской, однако, не стал счастливым.
Первая мировая война сломила душевные силы Ади: все его знакомые с энтузиазмом выступали за агрессивную войну и вступали добровольцами в австро-венгерскую армию. Во время войны поэт не опубликовал ни одного произведения. Сказывались и болезни, Ади проводил много времени в лечебницах и санаториях. Новый сборник стихов поэта вышел в 1918 году под названием «Во главе мёртвых».
В ноябре 1918 года Ади перенёс микроинсульт, после чего у него была нарушена речь. В начале 1919 года он заболел «испанкой», приведшей к воспалению лёгких. Находился на лечении в санатории «Лигет», где 27 января 1919 года скоропостижно скончался в результате разрыва аорты. Проводить поэта в последний путь пришли несколько десятков тысяч человек, большинство товарищей по литературному цеху, многие политические и общественные деятели. Ади был похоронен на будапештском кладбище Керепеши.

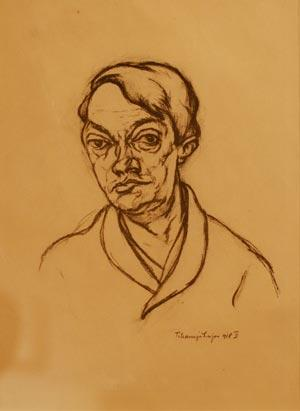
Лайош Тихань.
Портрет Эндре Ади, 1918

Значение Эндре Ади не ограничивается его литературным наследием. Ади был выразителем настроений радикальной венгерской интеллигенции и даже вступил в радикальную организацию «Двадцатый век» (Huszadik Század), часть членов которой принадлежала к Венгерской социал-демократической партии. Вокруг него (и, в частности, вокруг журнала «Нюгат» («Запад»)) сплачивались представители всей демократической интеллигенции — от умеренных либералов-идеалистов до левых социалистов: Жигмонд Мориц, Дежё Костолани, Арпад Тот, Фридьеш Каринти и Дьёрдь Лукач.
На русский Ади переводили Леонид Мартынов, Давид Самойлов, Юнна Мориц, Олег Чухонцев, Борис Дубин, Олег Россиянов, Майя Цесарская. Советская и российская группа Nautilus Pompilius (1983—1997) для своего дебютного альбома «Переезд» (1983) на стихи Ади записала песни «Битвы с магнатом» (перевод Леонида Мартынова) и «Ястребиная свадьба» (перевод Ю. Тарнопольского). В следующем альбоме «Невидимка» (1985) для песни «Князь тишины» было использование стихотворение Ади «Впереди доброго князя тишины» (венг. Jó Csönd-herceg előtt) в переводе Л. Мартынова.

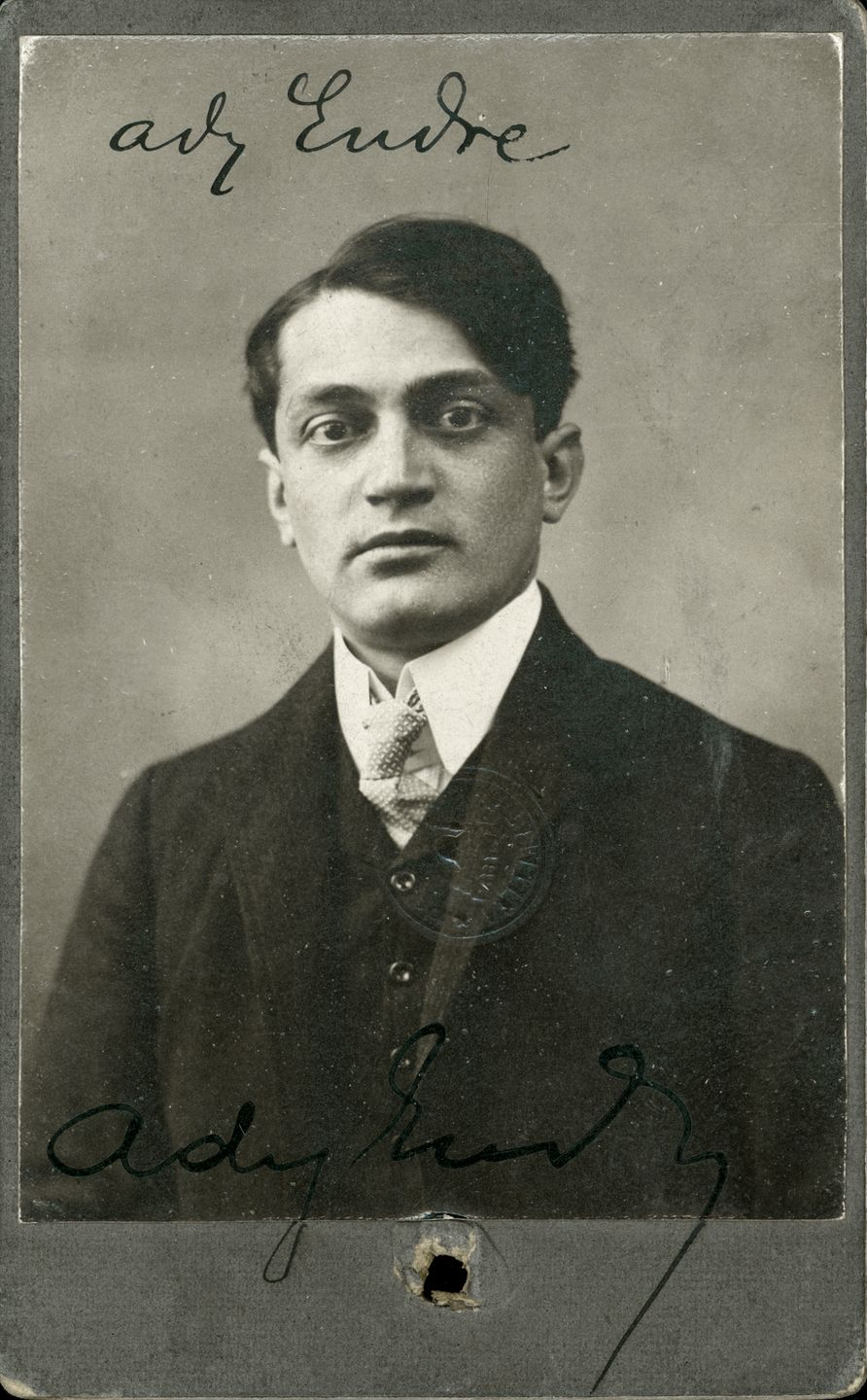
Э. Ади — репортёр в Будапеште. 1907 год

## Сборники
- Versek («Стихи») (1899)
- Még egyszer («Ещё раз») (1903)
- Új versek («Новые стихи») (1906)
- Vér és arany («Кровь и золото») (1907)
- Illés szekerén («На колеснице Ильи-пророка») (1909)
- Szeretném, ha szeretnének («Хочется быть любимым») (1909—1910)
- Minden-Titkok versei («Стихи всех тайн») (1911)
- A Menekülő Élet («Спасающаяся жизнь») (1912)
- A magunk szerelme («В себя влюблённо») (1913)
- Ki látott engem? («Кто видел меня?») (1914)
- Utolsó hajók («Последние корабли») (1915, 1923)
- A halottak élén («Во главе мертвецов») (1918)

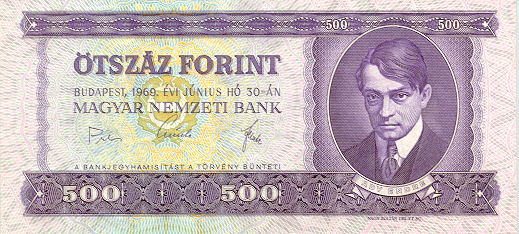
500 форинтов

## Книги на русском языке
- Стихи. — М., 1958.
- Стихи / Пер. с венг. Леонида Мартынова. — М.: Худ. лит., 1975.
- Избранное. — Будапешт: Корвина, 1981.
- Стихи // Иностранная литература. 1977, № 12.
- Стихи // Иностранная литература. 2002, № 11.
- Снова и снова коня (М. Комментарии 2004, сост. и пер. О. Россиянова)
- Стихи, статьи и биография Ади в альманахе «Те: Страницы одного журнала. In memoriam Nyugat, 1908—1919» (М.: Водолей, 2009.)